# Lex Antonia

Lex Antonia (pluriel : Leges Antoniae) est une des lois promulguée à  Rome en avril 44 av. J.-C. par le consul Marc Antoine. 

## Histoire
La « Lex Antonia » est soumise au Sénat par Marc Antoine alors consul à la suite de l'assassinat de Jules César.

## Objet
Elle a pour objet l'abolition formelle de la dictature. La précédente loi portant sur l'abrogation de la dictature avait été votée à la fin de la deuxième guerre punique et rendue caduque par les dictatures de Sylla et de César. 
Beaucoup considérèrent alors que cette loi proposée par Marc Antoine visait à affermir son pouvoir en lui attirant notamment les faveurs de la classe sénatoriale qui avait été précédemment brimée par les dictatures de Sulla et César.
Le sénat propose la dictature à Auguste en 22 av. J.-C. mais celui-ci décline l'offre.